# Silene suecica
Silene suecica Pau  es una especie de planta fanerógama pequeña perteneciente al género Silene dentro de la familia Caryophyllaceae.

## Descripción
Planta herbácea, anual. Tallos de 20 cm, erectos, simples o ramificados desde la base. 
Hojas opuestas, enteras, de ovado lanceoladas a lineares, ligeramente azul verdosas. 
Las flores son perfumadas y forman densas inflorescencias globulares. Sus pétalos diferenciados tienen un limbo de color rosa fuerte. Poseen 5 estambres, con filamentos estaminales incurvados en el extremo. 

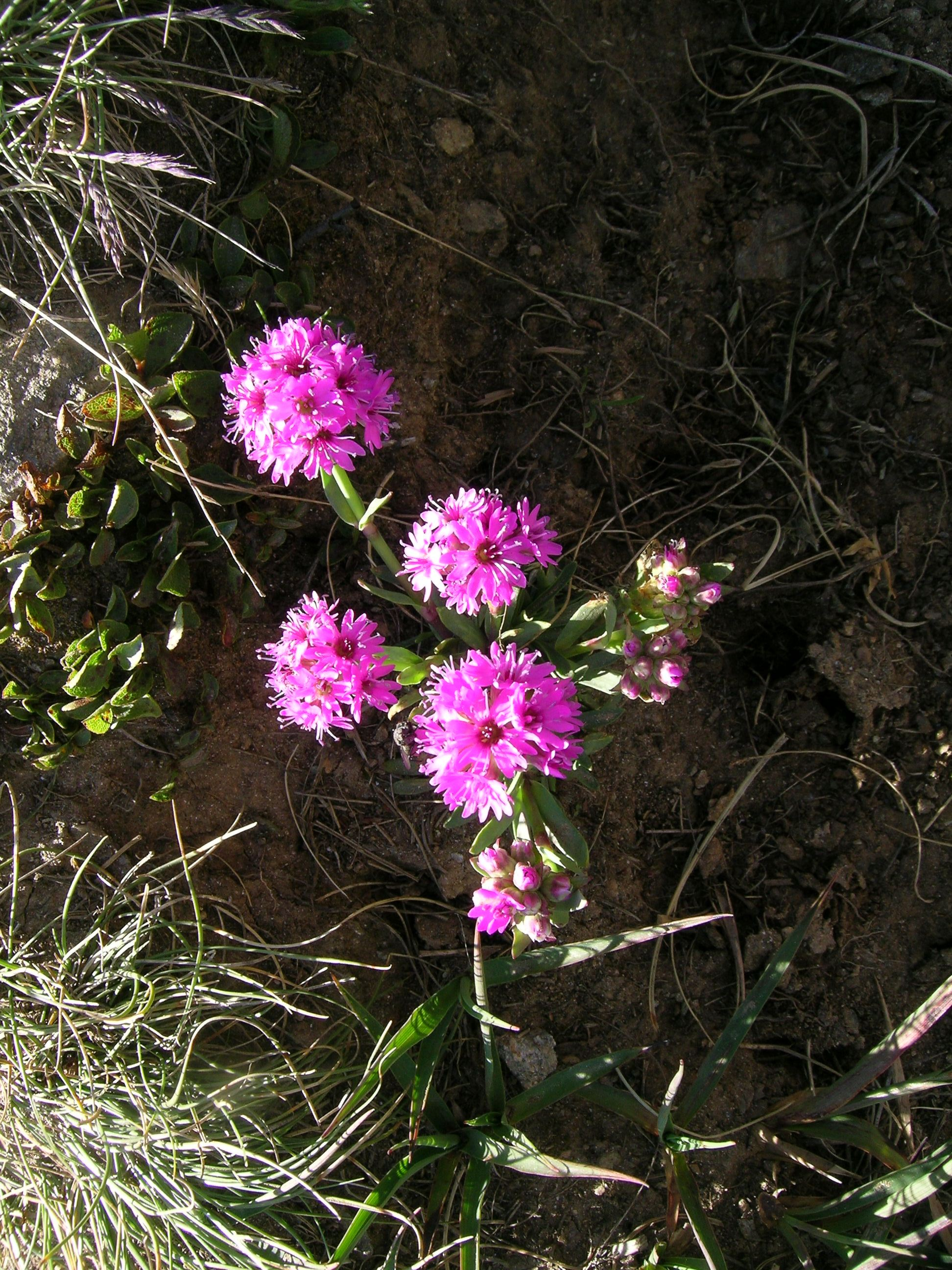
Imagen de Silene suecica

Su periodo de floración y fructificación abarca desde el mes de mayo en el sur de Suecia, al mes de agosto en las zonas montañosas. Los frutos son cápsulas que maduran rápidamente, y se abren con cinco dientes produciéndose la liberación de las semillas.

## Hábitat
El hábitat natural de Silene suecica son las montañas de Noruega y Suecia en terrenos de roca y grava, pero se encuentra a veces cerca de las costas. Debido a su capacidad de crecer en suelos con cantidades elevadas de cobre se utiliza en la prospección geobotánica como indicador de posibles yacimientos de cobre.
En la península ibérica esta especie habita solamente, además de en Gredos , en las zonas elevadas de los Pirineos y Cordillera Cantábrica.

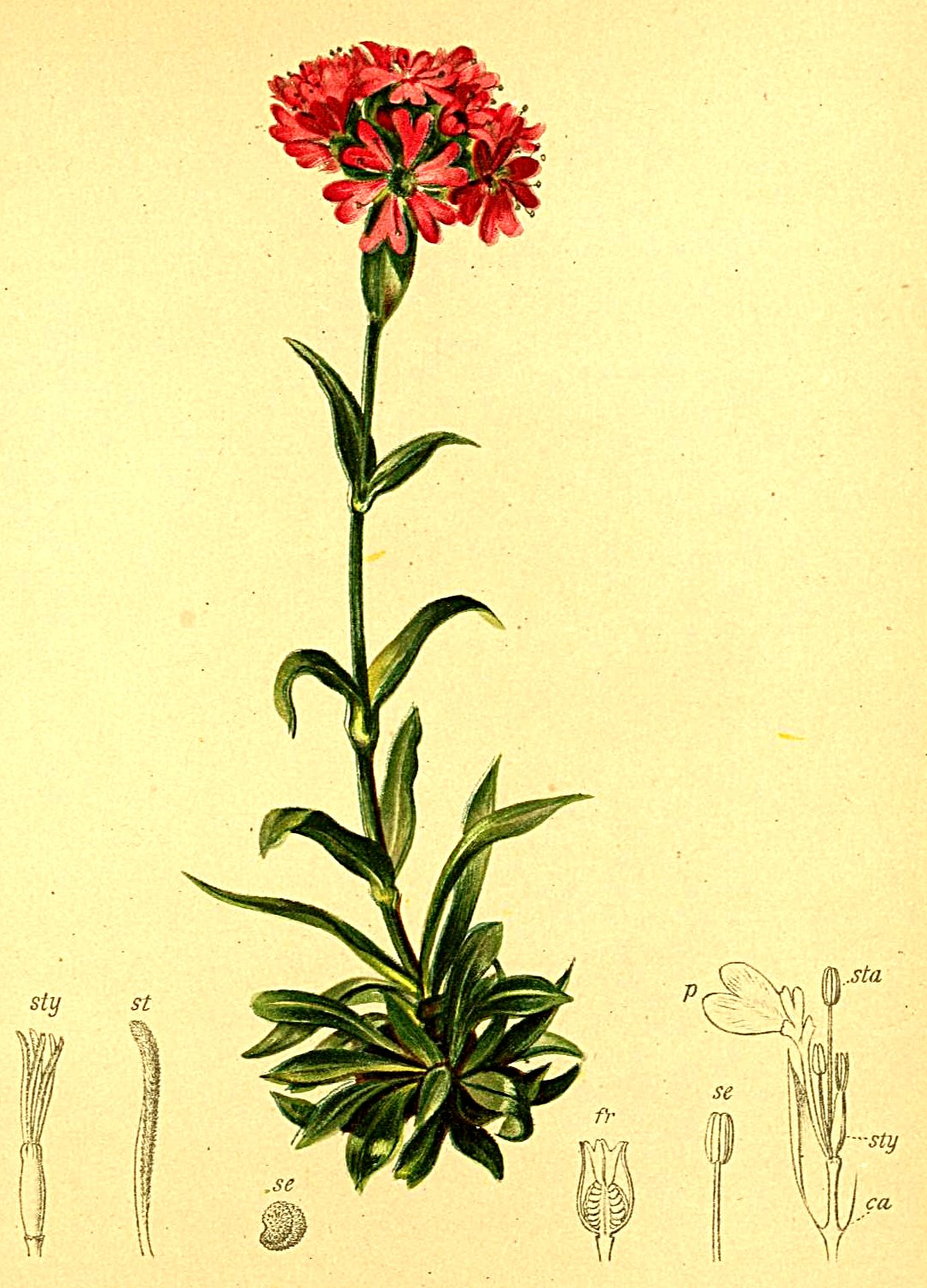
Ilustración

## Variedades
En Suecia se le reconocen tres variedades, 
- El « vanlig fjällnejlika  » "clavel común de montaña" (var. alpina), que corresponde con la descripción de la especie.
- El « öländska fjällnejlika » "rosa de montaña" (var. oelandica (Ahlq.) Sterner ), tienden a ser una variedad  con menor tallo y las flores brillantes.
- El « spenslig fjällnejlika  » "esbelta rosa de montaña" (var. serpentinicola Hayek) es una variedad que crece en las montañas "Serpentinberg", es más pequeña y delgada con inflorescencia más esparcida y las flores más pálidas. Los resultados son de las montañas y publicado por Rudbeck año 1720 (Nordstedt 1920).

## Taxonomía
Silene suecica fue descrita por  (Lodd. et al.) Greuter & Burdet  y publicado en Willdenowia 12(2): 190. 1982.
Citología
Número de cromosomas de Silene rupestris (Fam. Caryophyllaceae) y táxones infraespecíficos: 2n=24
Etimología
El nombre del género está ciertamente vinculado al personaje de Sileno (en griego Σειληνός; en latín Sīlēnus), padre adoptivo y preceptor de Dionisos, siempre representado con vientre hinchado similar a los cálices de numerosas especies, por ejemplo Silene vulgaris o Silene conica. Aunque también se ha evocado (Teofrasto via Lobelius y luego  Linneo)  un posible origen a partir del Griego σίαλoν, ου, "saliva, moco, baba", aludiendo a la viscosidad de ciertas especies, o bien σίαλος, oν, "gordo", que sería lo mismo que la primera interpretación, o sea, inflado/hinchado.
suecica; epíteto geográfico que alude a su localización en Suecia.
Sinonimia
- Agrostemma alpina (L.) J.Forbes
- Agrostemma suecica (Lodd.) Maund ex Steud.
- Lychnis alpina L.
- Lychnis alpina var. americana Fernald
- Lychnis suecica Lodd.	basónimo
- Silene liponeura H.Neumayer
- Steris alpina (L.) Šourk.
- Viscaria alpina (L.) G.Don
- Viscaria alpina subsp. americana (Fernald) Böcher
- Viscaria helvetica G.Don
- Viscaria suecica Sweet[4]